# Latheticus oryzae
Latheticus oryzae är en skalbaggsart som beskrevs av Waterhouse 1880. Latheticus oryzae ingår i släktet Latheticus och familjen svartbaggar. Arten förekommer tillfälligt i Sverige, men reproducerar sig inte. Inga underarter finns listade i Catalogue of Life.